# Ryō Chōnan
Ryō Chōnan (jap. 長南亮  Chōnan Ryō; ur. 8 października 1976 w Tsuruoce) – japoński zawodnik mieszanych sztuk walki (MMA). Były zawodnik m.in. PRIDE FC, UFC oraz DEEP – tej ostatniej dwukrotny mistrz z 2006 oraz 2013 roku.

## Kariera MMA
Swoją pierwszą zawodową walkę w MMA stoczył 5 maja 2001 roku na gali Pancrase – Neo Blood Tournament Elimination Rounds którą przegrał z Hikaru Sato przez decyzję sędziowską. Jeszcze w tym samym roku związał się z organizacją DEEP. Do 2004 roku stoczył w niej osiem walk, wygrał sześć pokonując m.in. przyszłego zawodnika PRIDE Hayato Sakuraia, a dwie przegrał.

### PRIDE FC
W 2004 roku Chōnan związał się z największą japońską organizacją MMA – PRIDE FC. Zadebiutował 23 maja 2004 na gali „PRIDE Bushido 3”, a przeciwnikiem jego był Ricardo Almeida. Chōnan po dwurundowym pojedynku przegrał z Almeidą przez decyzję. Następną walkę stoczył 14 października tego samego roku na gali „PRIDE Bushido 5”. Pokonał wtedy byłego mistrza UFC Carlosa Newtona przez decyzję sędziowską. 31 grudnia 2004 roku wystąpił na sylwestrowej gali „PRIDE Shockwave 2004”. Przeciwnikiem Chōnana był mistrz brytyjskiej organizacji Cage Rage i przyszły mistrz UFC Brazylijczyk Anderson Silva. W czasie pojedynku wyraźną przewagę miał Silva. W trzeciej rundzie Chōnan w spektakularny sposób podciął Brazylijczyka i natychmiastowo założył dźwignie skrętową na staw skokowy, po której Silva został zmuszony do poddania się. Po tym zwycięstwie zanotował kolejną wygraną nad innym Brazylijczykiem – Antonio Schembri'm na gali „PRIDE Bushido 7” która odbyła się 22 maja 2005 roku. Po serii zwycięstw Chōnan przegrał dwa pojedynki z rzędu, kolejno z Philem Baroni na gali „PRIDE Bushido 8” i z Danem Hendersonem na „PRIDE Bushido 9” – oba przegrane przez nokaut.
Po dwóch porażkach z rzędu stoczył pojedynek o pas mistrzowski organizacji DEEP z Ryutą Sakurajem na gali „DEEP – 23 Impact” w 2006 roku. Po półtorej minuty pojedynku walka została przerwana na skutek rozcięcia i nie możności zatamowania krwi Sakurajowi. Tym samym Chōnan wygrał walkę przez techniczny nokaut i zdobył mistrzostwo DEEP w wadze średniej. Po tej walce wystartował w turnieju wagi półśredniej. W pierwszym rundzie turnieju wygrał z Joey Villasenorem na „PRIDE Bushido Survival 2006” przez niejednogłośną decyzję. W ćwierćfinale turnieju zmierzył się z Paulo Filho na gali „PRIDE Bushido 12” z którym przegrał przez poddanie i tym samym odpadł z turnieju.
Po odpadnięciu z turnieju Chōnan stoczył pojedynek na gali „DEEP – 28 Impact” w obronie pasa mistrzowskiego w wadze średniej. Jego przeciwnikiem był po raz kolejny Ryuta Sakurai. Chōnan wygrał przez większościową decyzję sędziowską i zachował pas mistrzowski wagi średniej.

### UFC
W 2007 roku Chōnan podpisał kontrakt z największą na świecie organizacją MMA - UFC. 17 grudnia tego samego roku zadebiutował w UFC na gali UFC 78, a jego przeciwnikiem był Ormianin Karapet Parizjan. Po trzy rundowym pojedynku sędziowie orzekli zwycięstwo Ormianina. Chōnan stoczył w UFC jeszcze trzy pojedynki. Najpierw wygrał z Roanem Carneiro przez niejednogłośną decyzję na gali UFC 88, przegrał z Bradem Blackburnem na UFC 92 przez jednogłośną decyzję oraz kontrowersyjnie przegrał z TJ Grantem przez niejednogłośną decyzję na gali UFC 97. Po tej porażce Chōnan został zwolniony z UFC.

### lata 2009–2011
Po zwolnieniu z UFC Chōnan walczył ze zmiennym szczęściem. Wygrywał m.in. na DREAM.13 z Andrewsem Nakaharą oraz przegrał z Taisuke Okuno na gali World Victory Road Presents: Soul of Fight. Swój drugi pojedynek w organizacji DREAM stoczył na sylwestrowej gali DREAM Genki Desuka 31 grudnia, a jego przeciwnikiem był Hayato Sakurai. Chōnan przegrał wtedy przez jednogłośną decyzję sędziów. 5 kwietnia 2013 roku wypunktował rodaka Seichiego Ikemoto na Deep: Osaka Impact 2013. W październiku tego samego roku pokonał Amerykanina Dana Hornbluckle'a na punkty odbierając mu tytuł mistrza DEEP w wadze półśredniej. Po walce Chōnan zapowiedział zakończenie kariery zawodnika MMA.

## Osiągnięcia
Mieszane sztuki walki:
- 2013: DEEP - mistrz wagi półśredniej (-77 kg)
- 2006: PRIDE 2006 Grand Prix wagi półśredniej − ćwierćfinał
- 2006: DEEP − mistrz wagi średniej

## Lista walk MMA
| Wynik     | Bilans | Przeciwnik       | Rozstrzygnięcie                              | Runda | Czas | Rozgrywki                                          | Data       | Miejsce   | Uwagi                                                    |
| --------- | ------ | ---------------- | -------------------------------------------- | ----- | ---- | -------------------------------------------------- | ---------- | --------- | -------------------------------------------------------- |
| Wygrana   | 22-13  | Dan Hornbuckle   | Decyzja sędziowska (jednogłośna)             | 3     | 5:00 | Deep - Tribe Tokyo Fight                           | 20.10.2013 | Tokio     | zdobył mistrzostwo DEEP w wadze półśredniej              |
| Wygrana   | 21-13  | Seichi Ikemoto   | Decyzja sędziowska (jednogłośna)             | 3     | 5:00 | Deep: Osaka Impact 2013                            | 28.04.2013 | Osaka     |                                                          |
| Przegrana | 20-13  | Hayato Sakurai   | Decyzja sędziowska (jednogłośna)             | 3     | 5:00 | DREAM Genki Desuka                                 | 31.12.2011 | Saitama   |                                                          |
| Wygrana   | 20-12  | Naoki Samukawa   | Decyzja sędziowska (jednogłośna)             | 3     | 5:00 | DEEP - Cage Impact 2011 in Tokyo, 2nd Round        | 29.10.2011 | Tokio     |                                                          |
| Wygrana   | 19-12  | Shigetoshi Iwase | KO (cios pięścią)                            | 1     | 4:45 | DEEP - 54 Impact                                   | 24.06.2011 | Tokio     |                                                          |
| Przegrana | 18-12  | Taisuke Okuno    | KO (cios pięścią)                            | 1     | 0:19 | World Victory Road Presents: Soul of Fight         | 30.12.2010 | Tokio     |                                                          |
| Wygrana   | 18-11  | Moon Jun-hee     | TKO (ciosy pięściami)                        | 3     | 2:57 | DEEP - 50th Impact                                 | 24.10.2010 | Tokio     |                                                          |
| Przegrana | 17-11  | Cha Jung-hwan    | KO (ciosy pięściami)                         | 2     | 1:16 | Astra - Yoshida's Farewell                         | 25.04.2010 | Jokohama  |                                                          |
| Wygrana   | 17-10  | Andrews Nakahara | Decyzja (jednogłośna)                        | 2     | 5:00 | DREAM.13                                           | 22.03.2010 | Jokohama  |                                                          |
| Wygrana   | 16-10  | Jutaro Nakao     | Decyzja (jednogłośna)                        | 3     | 5:00 | DEEP - 43 Impact                                   | 23.08.2009 | Tokio     |                                                          |
| Przegrana | 15-10  | TJ Grant         | Decyzja (niejednogłośna)                     | 3     | 5:00 | UFC 97                                             | 18.04.2009 | Montreal  |                                                          |
| Przegrana | 15-9   | Brad Blackburn   | Decyzja (jednogłośna)                        | 3     | 5:00 | UFC 92                                             | 27.12.2008 | Las Vegas |                                                          |
| Wygrana   | 15-8   | Roan Carneiro    | Decyzja (niejednogłośna)                     | 3     | 5:00 | UFC 88                                             | 06.09.2008 | Atlanta   |                                                          |
| Przegrana | 14-8   | Karapet Parizjan | Decyzja (jednogłośna)                        | 3     | 5:00 | UFC 78                                             | 17.11.2007 | Newark    |                                                          |
| Wygrana   | 14-7   | Seo Do-wong      | TKO (ciosy pięściami)                        | 1     | 2:58 | DEEP - DEEP in Yamagata                            | 24.06.2007 | Yamagata  |                                                          |
| Wygrana   | 13-7   | Ryuta Sakurai    | Decyzja (większościowa)                      | 3     | 5:00 | DEEP – 28 Impact                                   | 16.02.2007 | Tokio     | obronił mistrzostwo DEEP w wadze średniej                |
| Przegrana | 12-7   | Paulo Filho      | Poddanie (dźwignia na staw łokciowy)         | 1     | 2:30 | PRIDE Bushido 12                                   | 26.08.2006 | Nagoja    | ćwierćfinał PRIDE 2006 Grand Prix w wadze półśredniej    |
| Wygrana   | 12-6   | Joey Villasenor  | Decyzja (niejednogłośna)                     | 2     | 5:00 | PRIDE Bushido Survival 2006                        | 04.06.2006 | Saitama   | pierwsza runda PRIDE 2006 Grand Prix w wadze półśredniej |
| Wygrana   | 11-6   | Ryuta Sakurai    | TKO (rozcięcie)                              | 1     | 1:57 | DEEP – 23 Impact                                   | 05.02.2006 | Tokio     | zdobył mistrzostwo DEEP w wadze średniej                 |
| Przegrana | 10-6   | Dan Henderson    | KO (uderzenie pięścią)                       | 1     | 0:22 | PRIDE Bushido 9                                    | 25.10.2005 | Tokio     |                                                          |
| Przegrana | 10-5   | Phil Baroni      | KO (uderzenie pięścią)                       | 1     | 1:40 | PRIDE Bushido 8                                    | 17.07.2005 | Nagoja    |                                                          |
| Wygrana   | 10-4   | Antonio Schembri | Decyzja (jednogłośna)                        | 2     | 5:00 | PRIDE Bushido 7                                    | 22.05.2005 | Tokio     |                                                          |
| Wygrana   | 9-4    | Roan Carneiro    | TKO (rozcięcie)                              | 3     | 2:15 | DEEP – 18th Impact                                 | 12.02.2005 | Tokio     |                                                          |
| Wygrana   | 8-4    | Anderson Silva   | Poddanie (dźwignia skrętowa na staw skokowy) | 3     | 3:08 | PRIDE Shockwave 2004                               | 31.12.2004 | Saitama   |                                                          |
| Wygrana   | 7-4    | Carlos Newton    | Decyzja (jednogłośna)                        | 2     | 5:00 | PRIDE Bushido 5                                    | 14.10.2004 | Osaka     |                                                          |
| Przegrana | 6-4    | Ricardo Almeida  | Decyzja (jednogłośna)                        | 2     | 5:00 | PRIDE Bushido 3                                    | 23.05.2004 | Jokohama  |                                                          |
| Wygrana   | 6-3    | Daijiro Matsui   | Decyzja (większościowa)                      | 3     | 5:00 | DEEP – 13th Impact                                 | 22.01.2004 | Tokio     |                                                          |
| Wygrana   | 5-3    | Hayato Sakurai   | TKO (rozcięcie)                              | 3     | 2:10 | DEEP – 12th Impact                                 | 15.09.2003 | Tokio     |                                                          |
| Wygrana   | 4-3    | Yuji Hisamatsu   | Decyzja (większościowa)                      | 3     | 5:00 | DEEP – 11th Impact                                 | 13.07.2003 | Osaka     |                                                          |
| Przegrana | 3-3    | Masanori Suda    | Decyzja (niejednogłośna)                     | 3     | 5:00 | DEEP – 7th Impact                                  | 08.12.2002 | Tokio     |                                                          |
| Wygrana   | 3-2    | Katsumi Usuta    | TKO (uderzenia)                              | 1     | 0:05 | DEEP – 6th Impact                                  | 07.09.2002 | Tokio     |                                                          |
| Przegrana | 2-2    | Eiji Ishikawa    | Decyzja (większościowa)                      | 2     | 5:00 | DEEP – 5th Impact                                  | 09.06.2002 | Tokio     |                                                          |
| Wygrana   | 2-1    | Kenji Akiyama    | Poddanie (ciosy pięściami)                   | 1     | 4:22 | DEEP – 4th Impact                                  | 30.03.2002 | Nagoja    |                                                          |
| Wygrana   | 1-1    | Takaku Fuke      | Decyzja (jednogłośna)                        | 3     | 5:00 | DEEP – 3rd Impact                                  | 23.12.2001 | Tokio     |                                                          |
| Przegrana | 0-1    | Hikaru Sato      | Decyzja (jednogłośna)                        | 3     | 5:00 | Pancrase – Neo Blood Tournament Elimination Rounds | 05.05.2001 | Japonia   |                                                          |